# Kate Douglass
Katherine Cadwallader Douglass, född 17 november 2001 i New York, är en amerikansk simmare.

## Karriär

### 2022
I juni 2022 VM i Budapest tog Douglass tre medaljer. Individuellt tog hon brons på 200 meter bröstsim. Douglass var även en del av USA:s kapplag som tog brons på 4×100 meter frisim samt erhöll ytterligare ett brons efter att ha simmat försöksheatet på 4×100 meter mixed frisim, där USA sedermera tog medalj i finalen.
I december 2022 vid kortbane-VM i Melbourne tog Douglass sju medaljer. Individuellt tog hon guld och noterade ett nytt mästerskapskrekord på 200 meter bröstsim samt guld och noterade ett nytt amerikanskt rekord på 200 meter medley. Douglass var även en del av USA:s kapplag som tog guld och noterade ett nytt mästerskapsrekord på 4×50 meter frisim, som tog guld och noterade nya världsrekord på 4×100 meter medley och 4×50 meter mixed medley, som tog silver och noterade ett nytt amerikanskt rekord på 4×100 meter frisim samt som tog silver på 4×50 meter medley.

### 2024
I februari 2024 vid VM i Doha försvarade Douglass sitt guld på 200 meter medley samt tog silver på 200 meter bröstsim. Hon var även en del av USA:s kapplag som tog guld på 4×100 meter mixed medley och brons på 4×100 meter mixed frisim.